# 湖北省历史文化名城
湖北省历史文化名城由湖北省政府公布，已公布二批名城，共10个，其中5个已升格为中国历史文化名城。
- 第一批（1991年）：
  - 武汉（已升格为中国历史文化名城）
  - 江陵（已升格为中国历史文化名城）
  - 襄樊（已升格为中国历史文化名城）
  - 黄州[1]
  - 鄂州
  - 荆门[2]
  - 随州（已升格为中国历史文化名城）
  - 钟祥（已升格为中国历史文化名城）
  - 恩施
- 第二批（1998年）：
  - 当阳